# Вернадский, Иван Васильевич
Ива́н Васи́льевич Верна́дский (1821—1884) — русский статистик и экономист, тайный советник, отец Владимира Ивановича Вернадского, дед Георгия Владимировича Вернадского. Последователь манчестерской школы политической экономии, испытал влияние Рикардо.

## Биография
Родился в Киеве 24 мая (5 июня) 1821 (или 26 мая (7 июня) 1821) года в семье статского советника Василия Ивановича Вернадского — военного врача, участника швейцарского похода Суворова. Дед его Иван Никифорович (ум. 1813), священник села Церковщина на Черниговщине, ранее принадлежал к старшине Запорожской Сечи, а после её ликвидации записался в дворянское сословие, благодаря свидетельству двенадцати дворян о том, что он вёл «шляхетский образ жизни»; вообще же легенда выводит род от некоего литовского шляхтича Верны, который во время восстания Хмельницкого перешёл на сторону казаков, впоследствии был взят в плен и казнён поляками, оставив трёх сыновей, из которых Степан был войсковым, а его сын Никифор (прадед Ивана Вернадского) знаковым товарищем.
Иван Вернадский учился в 1831—1837 годах в Киевском уездном духовном училище, затем в Благородном пансионе при 1-й киевской гимназии и ещё до окончания обучения, по специальному разрешению, в 1837 году поступил на словесное отделение философского факультета Киевского университета Св. Владимира, по окончании которого (1841) со степенью кандидата и золотой медалью за философский труд «О душе» преподавал русскую словесность сначала в Подольской губернской гимназии, а с 1842 года — во 2-й Киевской гимназии.
По направлению философского факультета Киевского университета в 1843—1846 годах изучал политическую экономию в европейских научных центрах Германии, Франции, Англии, Бельгии, Голландии, где посетил лекции таких известных учёных, как К. Рау, M. Шевалье, Ж. Бланки и познакомился с известными славистами (П. Шафарик, В. Ганка). В 1847 году защитил в Санкт-Петербургском университете магистерскую диссертацию «О теории потребностей» и начал читать в Киевском университете лекции в звании адъюнкта.
Защитив в 1849 году в Императорском Московском университете докторскую диссертацию «Историко-критическое исследование об итальянской политико-экономической литературе до начала XIX века», получил должность экстраординарного профессора в Киевском университете на кафедре политической экономии и статистики, которой он заведовал.
После бракосочетания с дочерью известного русского экономиста Шигаева — Марией Николаевной, в 1850 году переехал в Москву, где в должности экстраординарного профессора Московского университета стал преподавать политэкономию и статистику на историко-филологическом факультете; с июля 1851 года — ординарный профессор кафедры политической экономии и статистики.
В 1856 году поступил на государственную службу чиновником по особым поручениям при министре внутренних дел в Санкт-Петербурге, продолжив при этом педагогическую деятельность в Главном педагогическом институте, Александровском лицее и Технологическом институте.
В 1857—1861 годах издавал еженедельник «Экономический указатель», приложением к которому был журнал «Экономист» (1858—1865). Действительный член Императорского Русского географического общества (отделение статистики) и Императорского Вольного экономического общества, в 1862—1863 годах — председатель Политико-экономического комитета этого общества. С 1858 году — член Лондонского статистического общества. Принимал участие в организации и проведении III и IV Международных статистических конгрессов в Вене (сентябрь, 1857) и Лондоне (июль, 1860) в качестве официального представителя Центрального статистического комитета МВД — руководителя российских официальных делегаций. В качестве делегата от Императорского Вольного экономического общества участвовал в заседании Международного общества успеха социальных наук в Брюсселе (сентябрь 1862 г.)
В 1868 году на заседании Вольного экономического общества у И. В. Вернадского произошёл инсульт и его частично парализовало. Он потерял возможность правильно говорить и был вынужден оставить преподавание и публичную деятельность. В 1868—1876 годах был управляющим конторой Государственного банка в Харькове, товарищ (заместитель) председателя губернского Статистического комитета, председателем Общества взаимного кредита. В 1876 году вышел в отставку в чине тайного советника.
В 1871 году стал одним из пяти учредителей первого в стране акционерного ипотечного банка — Харьковского земельного.
Возвратился в Петербург в 1876 году и возглавил Комитет грамотности и Политико-экономическое общество.
До конца своих дней И. В. Вернадский жил в Петербурге, где и скончался 27 марта (8 апреля) 1884 года и был погребён на Никольском кладбище Александро-Невской лавры.

## Семья
Первая жена, Мария Николаевна (урождённая Шигаева; 1831/1832—1860) через десять лет после бракосочетания умерла, оставив ему сына Николая (1851—1874).
Во второй раз Вернадский женился на её двоюродной сестре — дочери украинского помещика Анне Петровне Константинович, учительнице музыки и пения. У них в 1863 году родился сын Владимир, в 1864 году — сёстры-близнецы Ольга (1864—1920) и Екатерина (1864—1910).
В селе (Великие) Шишаки на Полтавщине Вернадские владели усадьбой, куда они почти ежегодно на лето приезжали всей семьей.